# Roches Noires, Mauritius
Roches Noires är en ort på Mauritius.   Den ligger i distriktet Rivière du Rempart, i den nordvästra delen av landet, 23 km öster om huvudstaden Port Louis. Antalet invånare är 5 733.